# خط آی‌آرتی خیابان لکسینگتون
خط آی‌آرتی خیابان لکسینگتون (انگلیسی: IRT Lexington Avenue Line) یکی از خط‌های متروی نیویورک سیتی در بخش منهتن است.
این خط که در سال ۱۹۰۴ تأسیس شده دارای ۲۳ ایستگاه است.

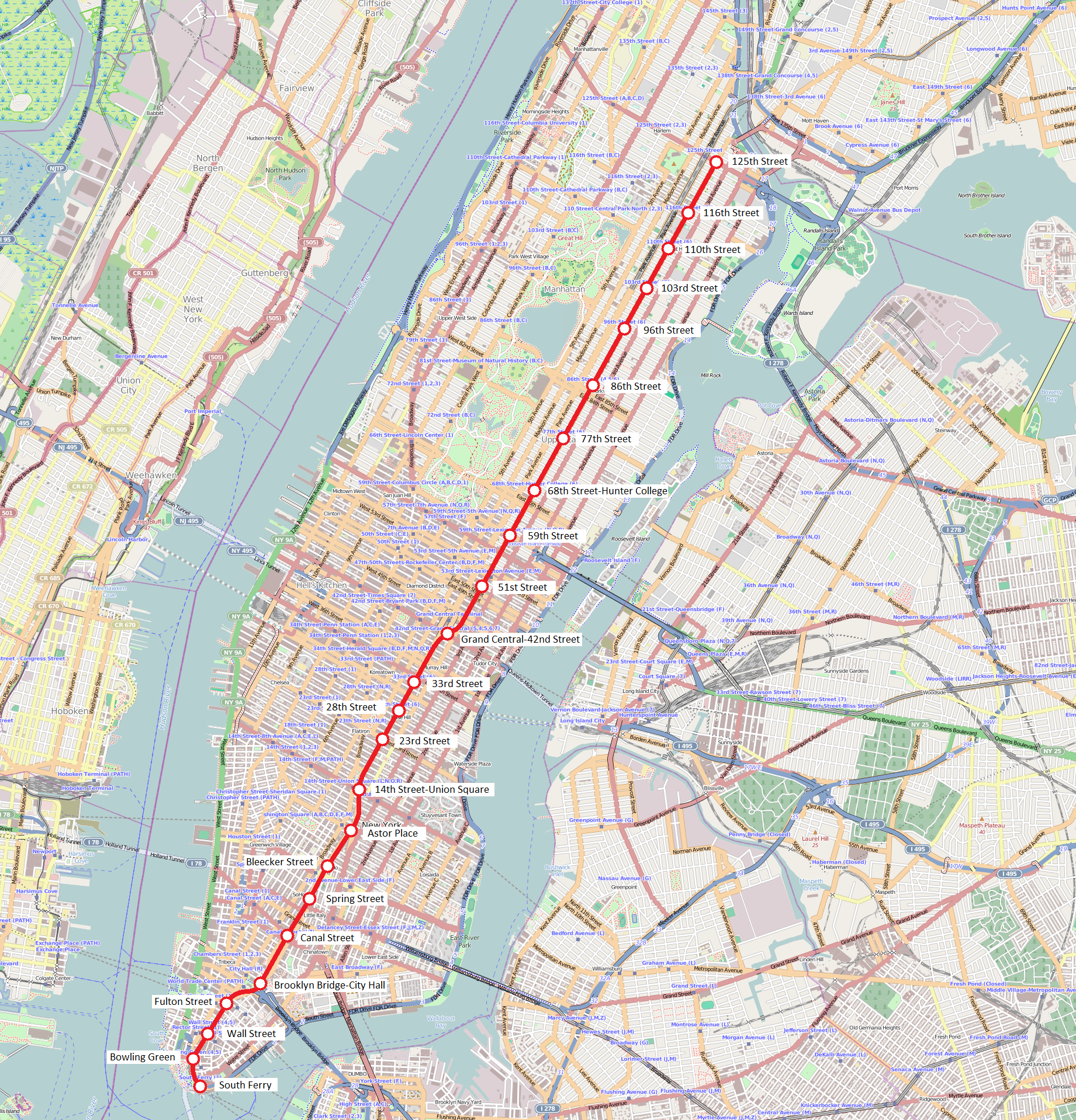
نقشه خط

## نگارخانه

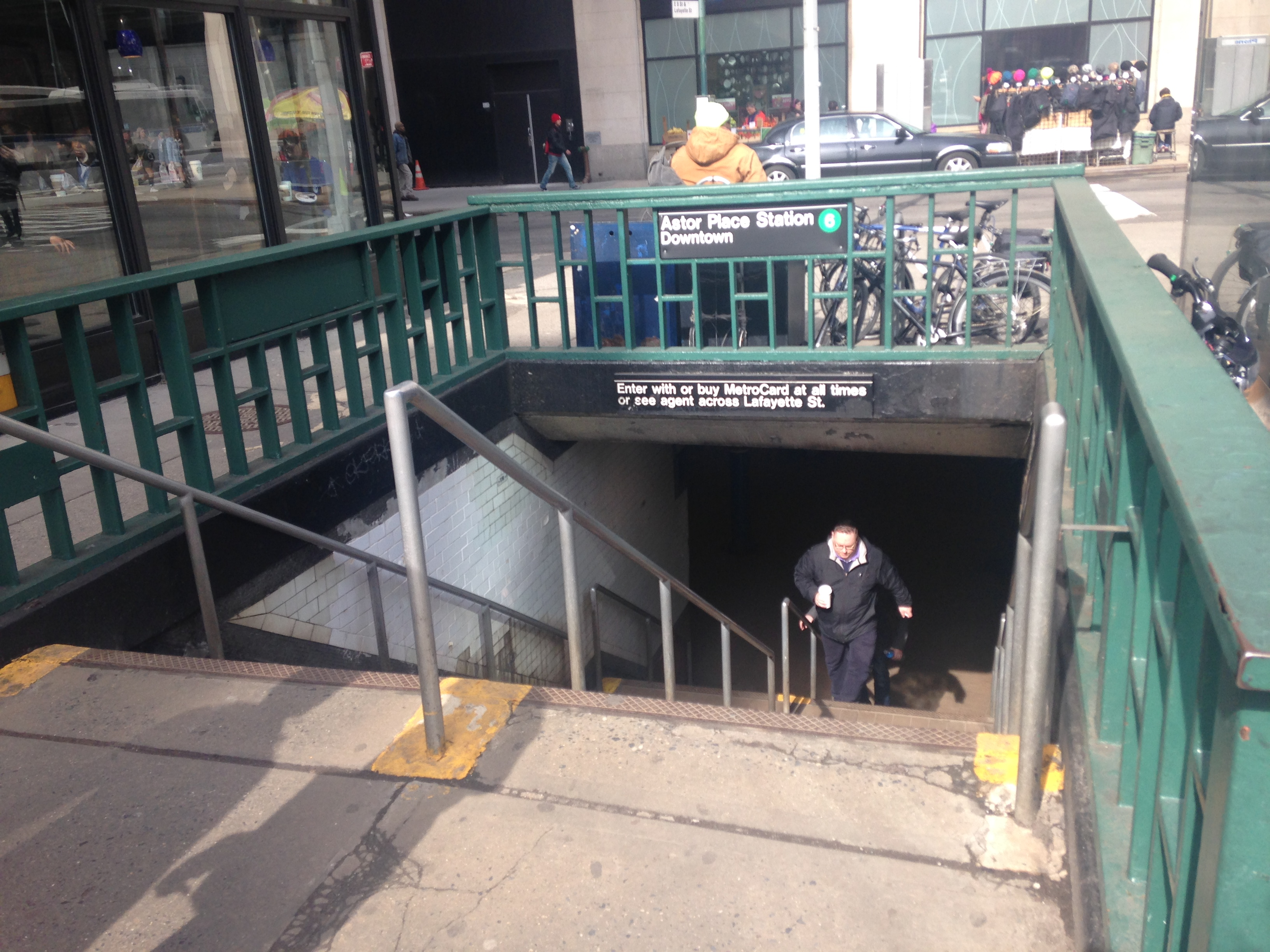
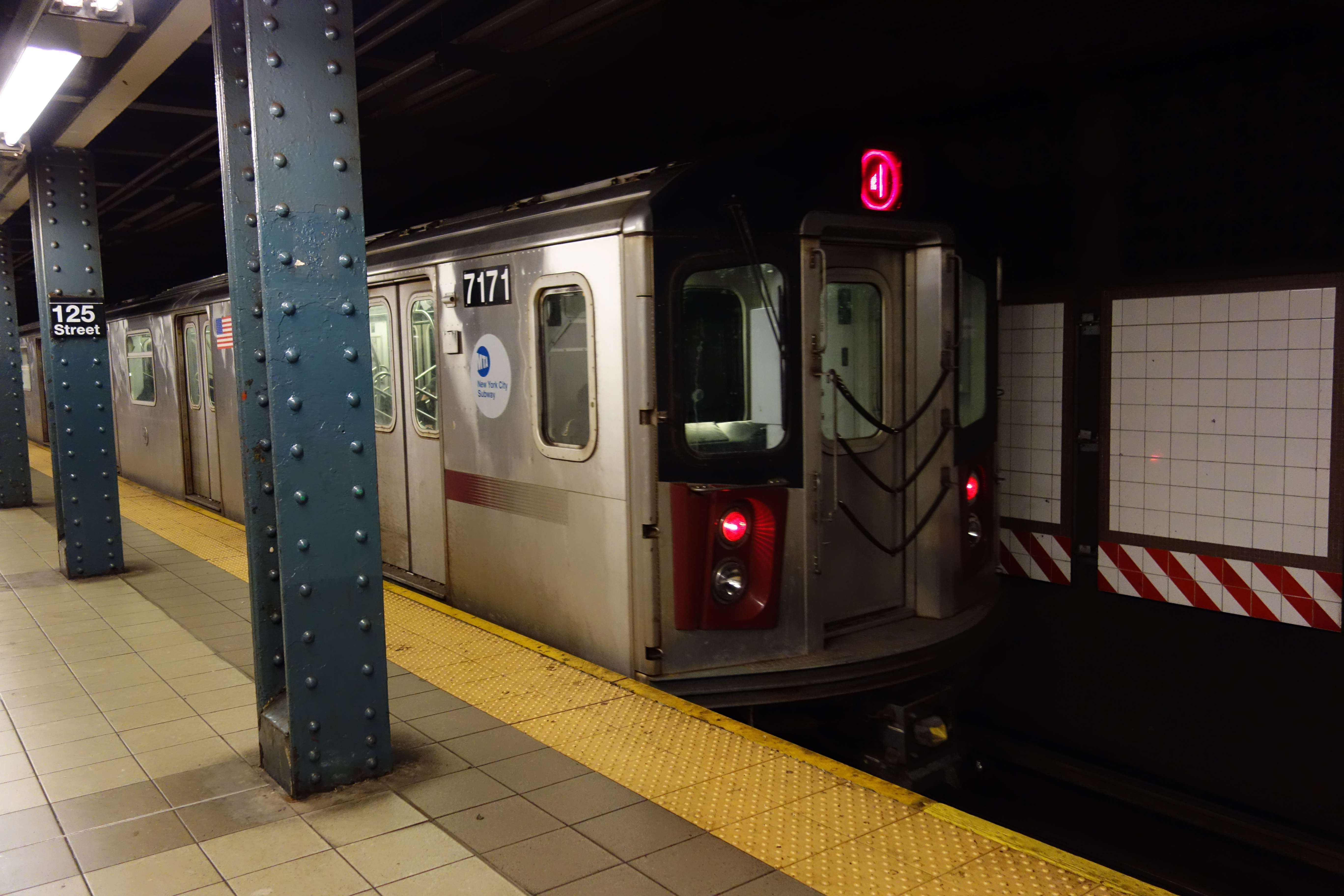
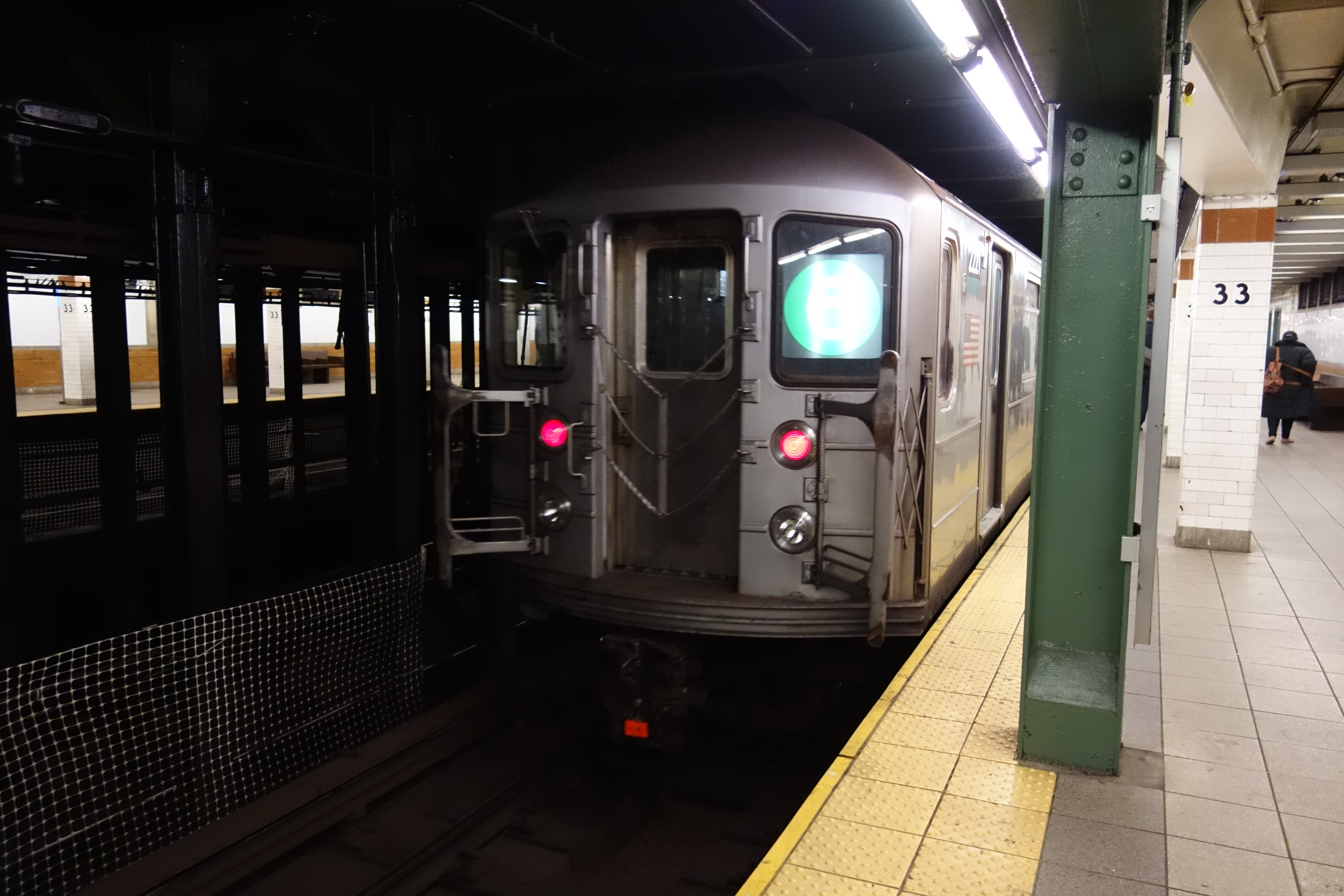
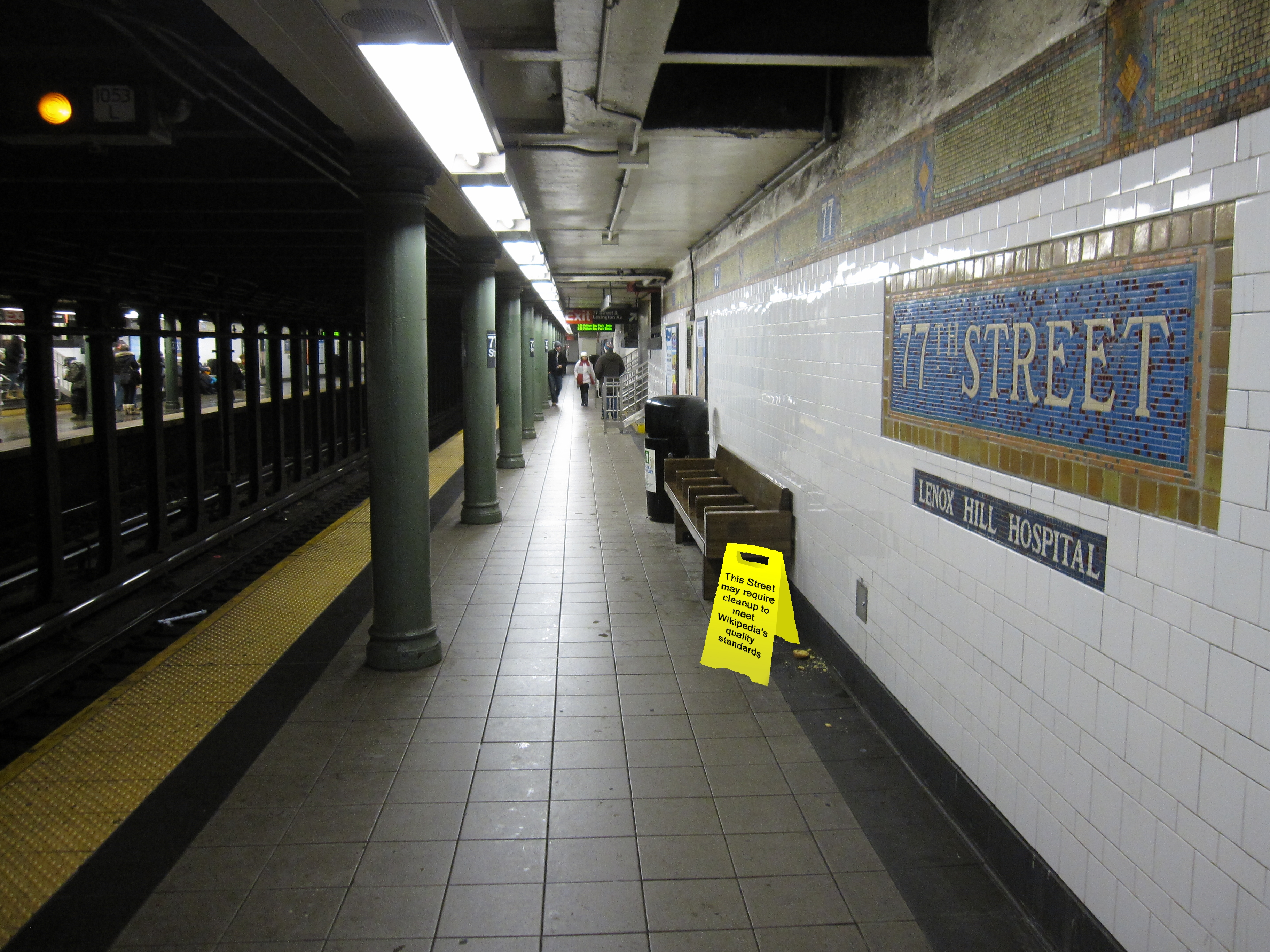